# Chevrolet Chevelle
Chevrolet Chevelle — це  автомобіль середнього класу, що випускався компанією Chevrolet (підрозділом General Motors) в період з 1964 по 1977 роки. Він ґрунтувався на платформі  GM A-body і був одним з найуспішніших автомобілів Chevrolet. Машина випускалася з кузовами купе, седан, кабріолет і універсал. Модифікація Super Sport випускалася в 1973 модельному році, а Laguna - з 1973 по 1976 рік. Через три роки після відсутності, була відроджена модель El Camino як частина нової лінійки Chevrolet. Chevelle також послужив основою для моделі Monte Carlo, введеної в 1970 році. Модифікація Malibu, є покращеною версією Chevelle до 1972 року, змінила її в 1978 році як вдосконалена і зменшена за розміром машина.

## Перше покоління (1964–1967)

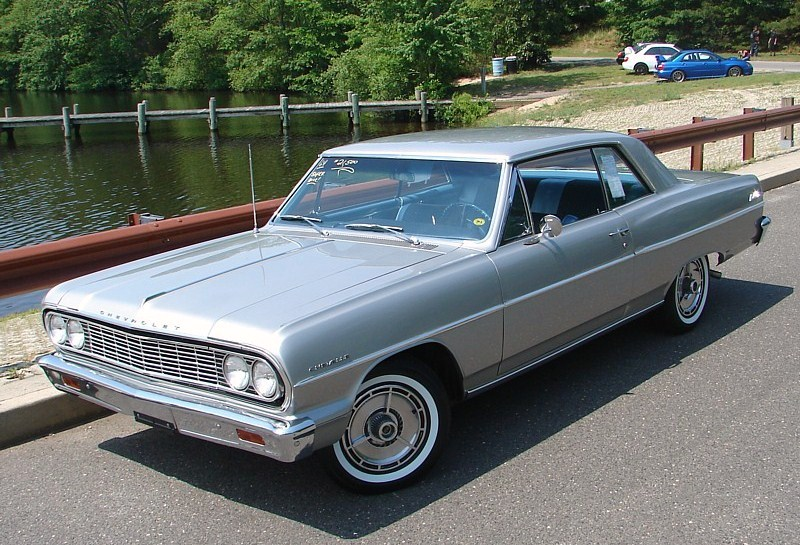
Chevrolet Chevelle Malibu SS (1964)

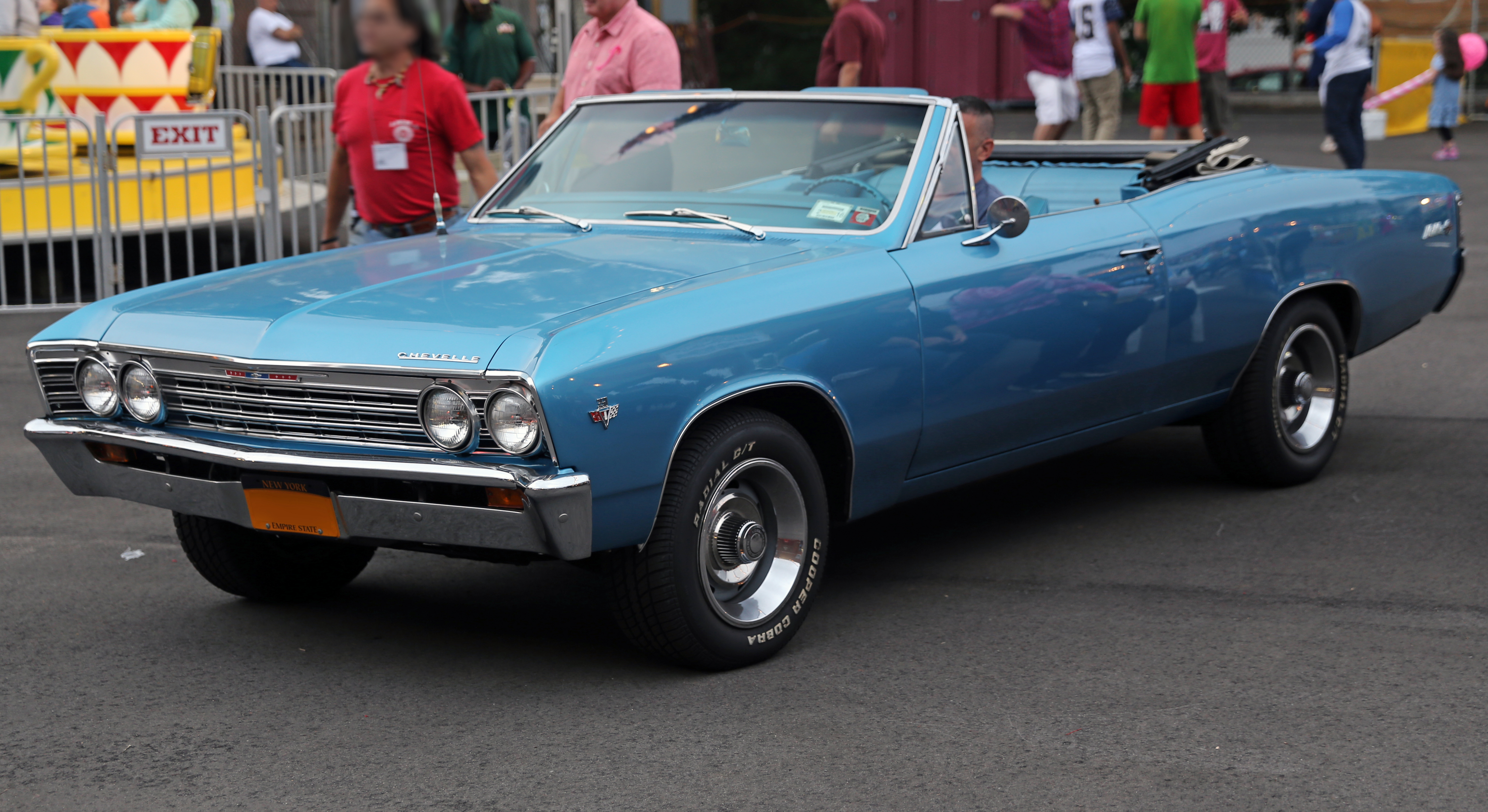
Chevrolet Chevelle Malibu SS convertible (1967)

- 3.2 L Hi-Thrift I6
- 3.8 L Turbo-Thrift I6
- 4.1 L Turbo-Thrift I6
- 4.6 L Small-Block V8
- 5.4 L Small-Block V8
- 6.5 L Big-Block V8

## Друге покоління (1968–1972)

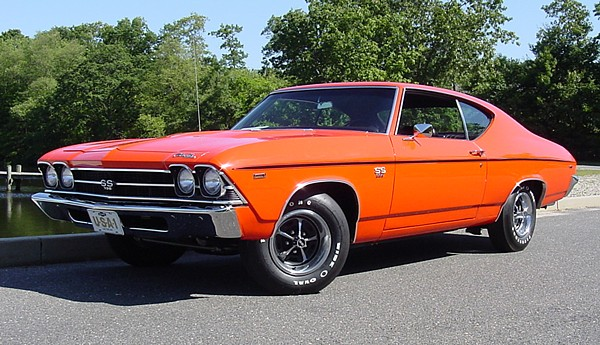
Chevrolet Chevelle SS396 (1968–1972)

- 3.8 L Turbo-Thrift I6
- 4.1 L Turbo-Thrift I6
- 5.0 L Small-Block V8
- 5.4 L Small-Block V8
- 5.7 L Small-Block V8
- 6.5 L Big-Block V8
- 6.6 L Small-Block V8
- 6.6 L Big-Block V8
- 7.0 L Big-Block V8
- 7.4 L Big-Block V8

## Третє покоління (1973–1977)

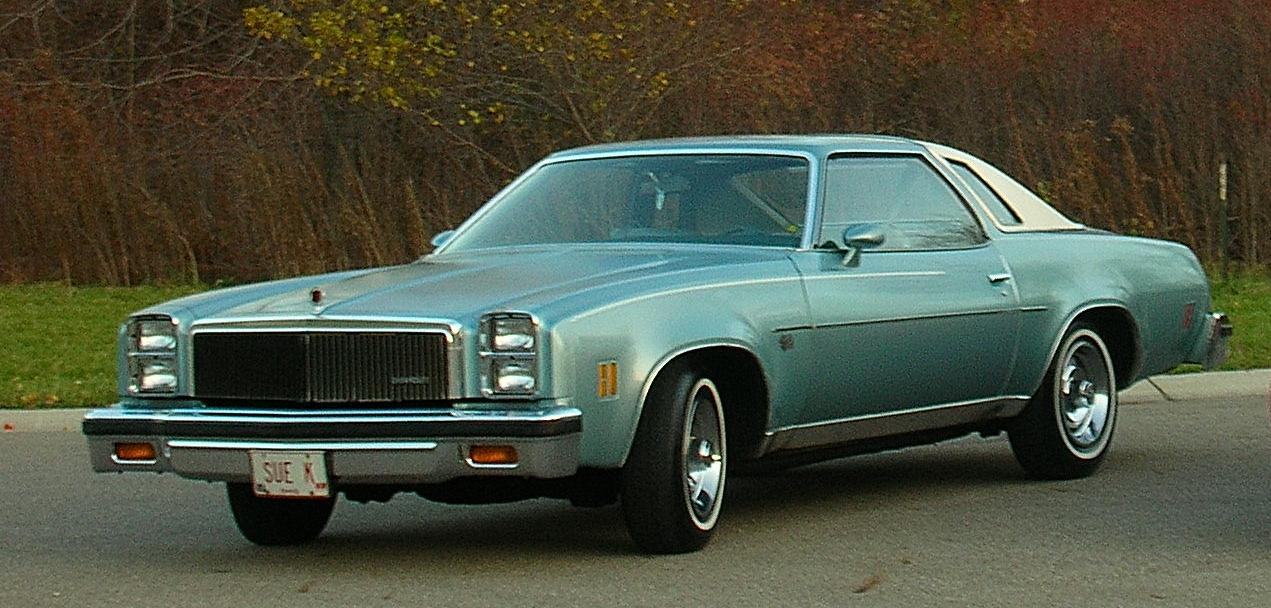
Chevrolet Chevelle Malibu (1973–1977)

- 4.1 L Turbo-Thrift I6
- 5.0 L Small-Block V8
- 5.0 L Small-Block V8
- 5.7 L Small-Block V8
- 6.6 L Small-Block V8
- 7.4 L Big-Block V8